# El Burgo (La Coruña)
El Burgo (llamada oficialmente Santiago do Burgo) es una parroquia y una aldea española del municipio de Culleredo, en la provincia de La Coruña, Galicia.

## Etimología
Toma su nombre de su pequeña iglesia de Santiago de El Burgo, del siglo XI.

## Geografía
Pequeña parroquia situada en el fondo de la ría del Burgo formada por dos núcleos de población con más de cuatro mil habitantes cada uno, por lo que la parroquia cuenta con una de las densidades de población más elevadas de Galicia.

## Localización
Se sitúa enfrente de la villa de El Temple (Cambre), de la que la separa el puente medieval de El Burgo, antiquísima vía de comunicación con la ciudad de La Coruña.

## Geografía
Limita al norte-noreste con la ría a la que da nombre y se une con El Temple, del municipio de Cambre, a través de un puente romano y otro contemporáneo. Al oeste-noroeste con el municipio y ciudad de La Coruña. Y al sur con Ombre y Carcabelos, en la parroquia de Almeiras, también del municipio de Culleredo, y con el Aeropuerto de La Coruña.
Pertenece al área metropolitana de la ciudad de La Coruña con la que linda al noroeste sin solución de continuidad. Por sus buenas comunicaciones y por ser adyacente, es la principal área de crecimiento natural de La Coruña (pues siendo una península, el mar impide orográficamente otras posibilidades de expansión). El núcleo de Acea de Ama se convirtió en una verdadera ciudad dormitorio de La Coruña, disparándose su población en los últimos años, cuando pasó de ser un pequeño caserío de molineros, labradores y pescadores a la pequeña ciudad dormitorio que es actualmente.
El Burgo posee un extenso paseo a la orilla de la ría del Burgo y la desembocadura del río Trabe.

## Entidades de población
Entidades de población que forman parte de la parroquia:
- Acea da Ma (Acea de Ama)
- El Burgo (O Burgo)

## Demografía

### Parroquia
| Gráfica de evolución demográfica de El Burgo (parroquia) entre 2000 y 2022 |
|                                                                            |
| Datos según el nomenclátor publicado por el INE.                           |

### Aldea
| Gráfica de evolución demográfica de O Burgo (aldea) entre 2000 y 2022 |
|                                                                       |
| Datos según el nomenclátor publicado por el INE.                      |

## Transporte
En la estación de ferrocarril de El Burgo-Santiago paran trenes de media distancia que unen La Coruña con Ferrol y Monforte de Lemos.